# Ciying
Ciying (kinesiska: 茨营镇) är en köping i Kina. Den ligger i provinsen Yunnan, i den sydvästra delen av landet, omkring 130 kilometer öster om provinshuvudstaden Kunming. Antalet invånare är 29 060. Befolkningen består av 13 861 kvinnor och 15 199 män. Barn under 15 år utgör 22,0 %, vuxna 15-64 år 67 %, och äldre över 65 år 10,0 %.
Genomsnittlig årsnederbörd är 1 039 millimeter. Den regnigaste månaden är juni, med i genomsnitt 251 mm nederbörd, och den torraste är januari, med 11 mm nederbörd.